# Фаркуар
Фаркуа́р (англ. Farquhar) — атолл в составе группы островов Фаркуар Внешних Сейшельских островов. С 1965 по 1976 годы входил в состав Британской территории в Индийском океане. Общая площадь атолла, включая лагуну, составляет 170,5 км². Площадь суши 7,5 км².

## География

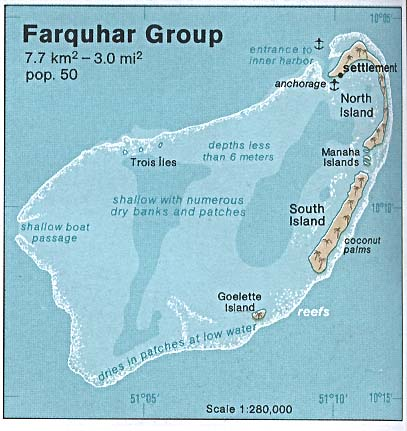
Карта атолла Фаркуар

Фаркуар отличается высокими песчаными дюнами, некоторые из них достигают в высоту более 10 метров. Основная группа островов принимает форму кривой, которая описывает восточную часть атолла. Острова расположены в 765 км на юго-запад от Маэ. Они являются самыми южными островами в составе Сейшельского архипелага.

## Острова
В состав атолла входят около 10 островов, крупнейшие из которых острова Северный и Южный, с более мелкими островами Манаха между ними. На юге находится остров Гоелеттес. На западе атолла расположены острова Труа.
Полный список островов:
- Банкс де Сэйбл
- Гоелеттес
- Острова Манаха
  - Северный
  - Срединный
  - Южный
- Северный остров
- Острова Труа
  - Депос
  - Лапин
  - Срединный
- Южный остров.

## История
Фаркуар был открыт в 1501 году португальским мореплавателем Жуаном да Новой.

## Население
На Северном острове существует небольшое поселение, в котором проживают 15 человек, и аэропорт. В лагунах проводится дайвинг.

## Местные уроженцы
Многолетний глава Сейшельских островов Франс-Альбер Рене — местный уроженец.